# 冷たい晩餐
『冷たい晩餐』（つめたいばんさん、The Dinner）は2017年のアメリカ合衆国のドラマ映画。監督はオーレン・ムーヴァーマン、出演はリチャード・ギアとスティーヴ・クーガンなど。本作はヘルマン・コッホが2009年に上梓した同名小説を原作としている。
日本では2018年7月から8月にかけて開催された「カリテ・ファンタスティック!シネマコレクション2018」で上映された。

## ストーリー
雪が降る夜、元教師のポール・ローマンとその妻クレア、ポールの兄スタンとその妻ケイトリンの4人は高級レストランを訪れていた。ポールには高すぎる店であったが、上院議員のスタンがその店を予約してくれたのである。スタンは次期首相の座をめぐる競争の真っ只中におり、また、重要法案の審議中で多忙を極めている時期でもあったが、やむを得ずディナーの席を設けることにしたのであった。というのも、マイケル（ポールとクレアの息子）とリック（スタンとケイトリンの息子）がホームレスの女性を暴行して殺してしまったために、その処遇について話し合う必要があったからである。その事件には目撃者がいたため、2人が殺人罪で起訴される可能性はなかった。しかし、傷害致死で立件されることは免れない状況にあった。
4人はどうするかを話し合ったが、議論はこじれる一方で、ついには過去のいざこざを蒸し返して口論になる始末であった。ポールは長らく鬱病に苦しんでいたが、今回の一件が原因で症状がさらに悪化していた。そんなポールにとって、延々と続く口論は耐え難いものであった。ついには耐えきれなくなり、店を後にしたポールだったが、心の中でとんでもない決断を下していた。

## キャスト
- ポール・ローマン: スティーヴ・クーガン - 元歴史教師。鬱病。
- スタン・ローマン: リチャード・ギア - ポールの兄。上院議員。
- クレア・ローマン: ローラ・リニー - ポールの妻。
- ケイトリン・ローマン: レベッカ・ホール - スタンの妻。
- バーバラ・ローマン: クロエ・セヴィニー - スタンの元妻。
- マイケル・ローマン: チャーリー・プラマー - ポールとクレアの1人息子。
- ニナ: アデペロ・オデュイエ（英語版） - スタンの秘書。
- ディラン・ハインツ: マイケル・チャーナス（英語版） - レストランの従業員。
- カムリン・ヴェレス: テイラー・レイ・アルモンテ - レストランの受付係。
- アントニオ: ジョエル・ビソネット（英語版） - レストランの支配人。
- リック・ローマン: シーマス・デイヴィー＝フィッツパトリック - スタンとバーバラの息子。
- ボー・ローマン: マイルズ・J・ハーヴェイ - スタンとバーバラの養子。アフリカ系。
- アナ: ローラ・ハエック - マイケルの女友だち。

## 製作
2013年9月19日、ケイト・ブランシェットが本作で映画監督デビューを果たすと報じられた。2015年12月16日、本作の監督はブランシェットではなく、オーレン・ムーヴァーマンが務めることになり、ローラ・リニーに出演オファーが出ていると報じられた。2016年1月18日、リチャード・ギア及びスティーヴ・クーガンがキャスト入りすると共に、リニーの出演が正式に決まったとの報道があった。17日、アデペロ・オデュイエが本作に出演することになったと報じられた。19日、チャーリー・プラマーのキャスト入りが発表された。21日、本作の主要撮影がニューヨーク州ドブス・フェリーで始まった。なお、本作の撮影はペンシルベニア州ゲティスバーグでも行われた。

## 公開・マーケティング
2016年5月20日、ジ・オーチャードが本作の全米配給権を獲得したと報じられた。2017年2月10日、本作は第67回ベルリン国際映画祭でプレミア上映された。28日、本作のオフィシャル・トレイラーが公開された。4月24日、トライベッカ映画祭で本作の上映が行われた。

## 評価
本作に対する批評家の評価は平凡なものに留まっている。映画批評集積サイトのRotten Tomatoesには133件のレビューがあり、批評家支持率は44%、平均点は10点満点で5.39点となっている。サイト側による批評家の見解の要約は「『冷たい晩餐』の素晴らしいキャスト陣を以てしても、原作小説にあるウィットと洞察の上っ面をなでるだけの脚本は如何ともし難いようである。」となっている。また、Metacriticには30件のレビューがあり、加重平均値は58/100となっている。